# Tóth Ildikó (kézilabdázó)
Tóth Ildikó, Simkóné (Nyíregyháza, 1960. október 2. –) válogatott kézilabdázó, kapus.

## Pályafutása
Tóth István orvos és Frics Ibolya gyermekeként született. 1979-ben a Kölcsey Ferenc Gimnáziumban érettségizett. 1985-ben a Kereskedelmi és Vendéglátóipari Főiskolán üzemgazdászi diplomát szerzett.
1976–77-ben a Nyíregyházi Spartacus, 1978–79-ben a Ferencvárosi TC, 1979 és 1981 között a Tatabányai Bányász, 1981 és 1990 között a Debreceni MVSC, 1990 és 1994 között a holland Swift Roermond játékosa volt. Nevelőedzője Karmanóczki János volt. Edzői voltak Laurencz László, Bartalos Béla, Komáromi Ákos, Ignácz Ilona és Gabriel Rietbroek.
1985 és 1989 között 45 alkalommal szerepelt a női kézilabda-válogatottban.
1994-ben visszavonult és a büki Thermal és Sport Hotel sportanimátora lett.

## Sikerei, díjai
- Magyar bajnokság
  - bajnok: 1987
  - 2.: 1985, 1988–89, 1989–90
  - 3.: 1986
- Magyar kupa
  - győztes: 1985, 1987, 1989, 1990
  - 2.: 1983, 1988
  - 3.: 1984
- Holland bajnokság
  - bajnok: 1991–92, 1992–93, 1993–94
- Holland kupa
  - győztes: 1992, 1993, 1994
- Kupagyőztesek Európa-kupája (KEK)
  - döntős: 1989–90
- IHF-kupa
  - döntős: 1985–86
- Világbajnokság – B csoport
  - 2.: 1985, NSZK
  - 3.: 1987, Bulgária